# Ely Macuxi
Ely Ribeiro de Sousa ou Ely Macuxi, foi um professor, ativista e escritor brasileiro, de origem macuxi. Sua trajetória profissional foi "marcada pela defesa dos direitos dos povos da floresta e pela salvaguarda dos saberes originários na educação indígena".

## Biografia
Nascido na comunidade do Matucura, localizada na Terra Indígena Raposa Serra do Sol (norte de Roraima), mudou-se com sua família para Manaus em meados da década de 1970. Os conhecimentos sobre as tradições do seu povo, adquiridos durante a infância, nortearam o seu trabalho posterior como ativista e professor.
Em fins da década de 1980, graduou-se em Filosofia pela Universidade Federal do Amazonas (UFAM), instituição na qual também cursou especialização em Etnodesenvolvimento e mestrado em Sociedade e Cultura na Amazônia (2008). Após falecer em decorrência de complicações provocadas pela COVID-19, foi ainda agraciado com um segundo título póstumo de mestre, em fevereiro de 2021, concedido pelo Programa de Pós-graduação em Antropologia Social, pela dissertação "Relações interétnicas em contexto urbano".
Como professor da Secretaria de Educação de Manaus, atuou por mais de três décadas lecionando História e Filosofia, auxiliando na criação e coordenação do primeiro Núcleo de Educação Escolar Indígena do município. Foi membro do Conselho Estadual de Educação Escolar Indígena do Amazonas e integrou o Projeto Pira-Yawara no início dos anos 2000, voltado para a formação de professores indígenas (particularmente no município de São Gabriel da Cachoeira).
Seu primeiro livro, Ipaty, o curumim da selva, destinado ao público infanto-juvenil, foi publicado em 2010 pela Editora Paulinas.

## Obras
- Ipaty, o curumim da selva (2010)
- Gente e Periquitos: "Papagaio  Come Milho e Periquito Leva a Culpa" (2015)